# MCNLive
MCNLive là một bản phân phối Linux dạng Live CD và Live USB dựa trên Mandriva Linux. MCNLive là hệ thống cho máy để bàn. Bản phân phối chứa trình thuật sĩ đồ họa để cài vào bộ nhớ USB, công cụ copy2ram để tăng tốc sao chép.
MCNLive dùng môi trường desktop KDE bao gồm bộ ứng dụng Internet, video, nhạc, quản lý hình ảnh, trò chơi, công cụ mạng và 1 bộ phần mềm văn phòng KOffice.